# Union sportive Tyrosse rugby Côte sud
Maillots
Actualités
L'Union sportive tyrossaise rugby Côte sud ou US Tyrosse est un club français de rugby à XV situé à Saint-Vincent-de-Tyrosse appartenant au comité Côte Basque-Landes. Le club s'est taillé une belle réputation de club formateur puisque douze joueurs formés au club ont joué en équipe de France. Il évolue actuellement en Fédérale 1 en 2024-2025.

## Histoire
En 1908 naît La Fougère, un club où on pratique le rugby mais aussi l'athlétisme.
Ce club prend ensuite le nom de Sport athlétique tyrossais en 1911.
Enfin, ce club fusionne avec une autre association nommée le Ralliement pour former l'Union sportive tyrossaise.
Le club naît le 29 juin 1919 de la fusion des sociétés préexistantes, le Sport athlétique tyrossais et le Ralliement, fondées avant la guerre.

### L'ascension vers la première division
Dans les années 1920, l'US Tyrosse joue en deuxième série du comité de Côte Basque.
Champion de son comité en 1929, il se retrouve en division d'honneur, l'équivalent de la deuxième division nationale.
Puis, le club rejoint l'élite deux ans plus tard.

### Les débuts dans l’élite du rugby français (1931-1973)
Ce « petit poucet » du rugby français, représentant d'une petite ville de 6 000 habitants, a aussi forcé l'admiration en se maintenant dans l’élite  entre 1931 et 1934 puis entre 1936 et 1973 puis en Pro D2 entre 1996 et 2006.

#### Pierre Daulouède devient le premier international du club
Après trois années d’apprentissage difficile en première division où Tyrosse se maintient difficilement, il redescend en 1934, après avoir terminé dernier de sa poule.
Le pilier Georges Blanc quitte alors le club pour le rugby à XIII. 
Il remonte dès la saison suivante après avoir atteint les quarts de finale du championnat de France honneur (la deuxième division de l'époque).
L'US Tyrosse effectue ensuite un retour remarqué en première division en  qui comprend sort en 1936, 3e d’une poule difficile derrière Toulon et Béziers mais devant Grenoble considéré comme l'un des meilleurs clubs de France et battu 8-3 dans les Landes. Tyrosse est ensuite battu en barrage d’accès pour les huitièmes de finale contre Tarbes.
Après une saison encore prometteuse en 1937 où il termine deuxième de sa poule avant d'échouer à nouveau en seizième de finale, le pilier Pierre Daulouède devient le premier international du club, sélectionné avec l'équipe de France le 18 avril 1937 au parc des princes contre l'équipe d'Allemagne.
Cette force de la nature était capable de transporter des poteaux de 150 kg sur son épaule.
La saison suivante sera plus difficile et une défaite à Paris sur le terrain du Métro privera les Landais de la qualification.

#### Huitième de finaliste du championnat 1939
En 1939, Tyrosse joue son premier huitième de finale du Championnat qu’il perd de justesse contre Perpignan 13-11.
Ensuite, le championnat de France est suspendu à cause de la première guerre mondiale mais Pierre Daulouède connaît sa dernière sélection contre la Grande-Bretagne le 25 février 1940 au parc des princes également.

#### Deuxième international de l'histoire du club
À la reprise en 1945, Louis Junquas devient le deuxième international du club, sélectionné contre l'armée Rugby Union.
Il reviendra deux saisons plus tard à l'Aviron bayonnais.
L’US Tyrosse joue ensuite trois 1/8e de finale consécutifs en Championnat.

#### Trois huitièmes de finale du Championnat consécutifs (1947-1949)
En 1947, Tyrosse l'emporte notamment face à Castres à Tyrosse puis à Bègles et termine en tête de sa poule mais est éliminé par Lourdes 10-8, l'arrière tyrossais Pierre Dizabo s'étant vu refuser un essai pour un en-avant imaginaire.
Tyrosse joue aussi contre la même équipe un quart de finale de coupe de France la même année.
À nouveau premier de sa poule l'année suivante alors que Pierre Daulouède dispute sa dernière saison sous le maillot de l'US Tyrosse, Tyrosse est éliminé par Montferrand qui arrêtera les ambitions du club 11-3 après un premier match nul 6-6.
Enfin, en 1949, Vienne triomphera de l'équipe landaise 11-3.
C’est l’âge d’or du club des Landes sous l’impulsion de l’ouvreur international André Alvarez venu de Bayonne alors que Junquas fait le chemin inverse de Tyrosse vers Bayonne.

### Maintien difficile en première division (1950-1968)

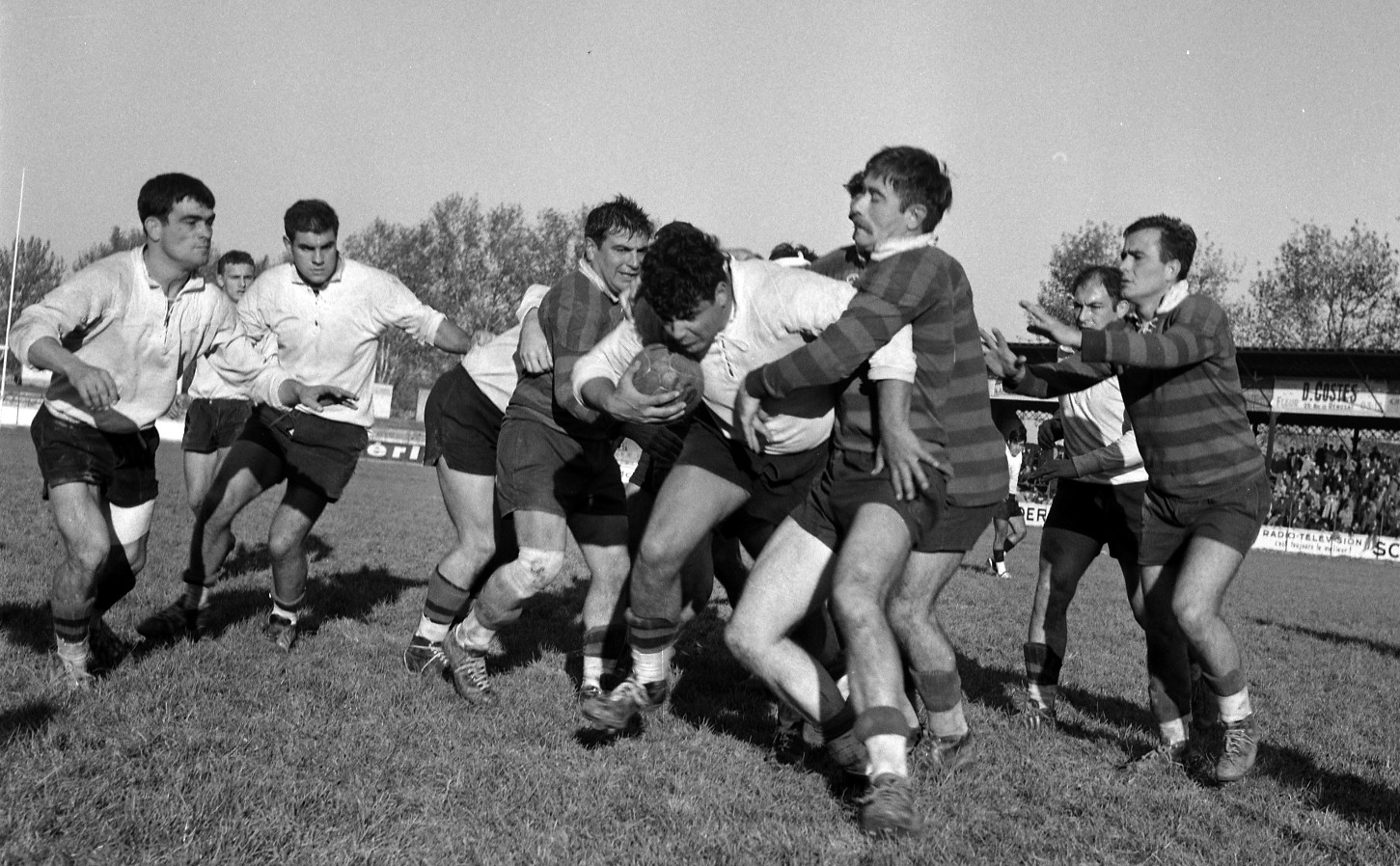
l'US Tyrosse est battu sur son terrain par le Stade toulousain 3-5 en 1962.

Pour la saison 1949-1950, Tyrosse s'installe dans le nouveau stade municipal, devenu stade La Fougère.
Au début des années 1950, Dizabo, Luz et Alvarez forment encore un trio magique derrière mais L’US Tyrosse se maintient ensuite difficilement dans l’élite du rugby français où il n’obtient que quatre qualifications en 19 saisons pour les phases finales avec 3 seizièmes de finale (1956,  1962 et 1967) et 1 huitième (1960) perdu 11-3 contre le voisin de l'US Dax.

#### Huitième de finaliste du championnat 1960
Cette année-là, Tyrosse, entraîné par Jeannot Campet termine 3e de sa poule avant d'éliminer Montferrand en seizième de finale.
Dax arrêtera les ambitions du club en huitième de finale dans une rencontre où Tyrosse fut handicapé par l'absence de deux joueurs.
En 1961, les cadets du club sont champions de France et beaucoup d'entre eux rejoindront l'équipe première qui connait toutefois des heures plus difficiles.
En 1966, le club est sauvé sur tapis vert après avoir terminé dernier de sa poule.
Les dernières places pour le 1967 sont attribués à la discrétion du comité de direction de la FFR entre les demi-finalistes du championnat de France de deuxième division et les derniers de leur poule de première division.
La Fédération choisit de repêcher le Stade toulousain, le SBUC, l'US Tyrosse, le CS Bourgoin-Jallieu et le SC Mazamet.

### Trois qualifications consécutives pour les phases finales du Championnat (1969-71)
Le club joue 3 seizièmes de finale consécutifs sous l’impulsion de l’international Jean-Pierre Lux.
En 1969, il est éliminé de peu par l'US Dax à cause de la faillite de son buteur qui manque près des poteaux la transformation de l'essai égalisateur du trois-quarts centre Michel Lasserre.
Dax l'emporte ensuite en prolongation.
En 1970, Tyrosse est éliminé par Narbonne 9-3 à Cahors dans un match que l'ailier André Dubertrand a dû jouer blessé.

#### Huitième de finaliste du championnat 1971
Tyrosse se qualifie une troisième fois consécutive la saison suivante après deux courtes victoires contre son voisin dacquois en poule de 8 (11-9 à Dax et 9-8 à Tyrosse).
Après avoir éliminé l'Aviron bayonnais en seizième de finale, le club doit baisser pavillon 11-0 devant Brive en huitième.

### Entre le groupe A et le groupe B (1974-1995)
Après le départ de son centre international pour le voisin dacquois, Tyrosse connaît une décennie plus difficile.
Il descend une première fois en groupe B lorsque l’élite est réduite de 64 à 32 clubs en 1973.
Renforcé par le troisième ligne de Besançon Firmin Moncet, il remonte dès l’année suivante dans une première division à nouveau élargie à 64 clubs.
Tyrosse dispute même les demi-finales de la coupe Jauréguy perdu 11-9 contre le grand Castres olympique, futur vainqueur de l'épreuve et emmené notamment par Gérard Cholley, Jacques Cimarosti et Dany Laprade.
Relégué en 1975 alors que l'élite est réduite de 64 à 40 clubs, il remonte immédiatement dans l´élite (groupe A) la saison suivante.
À nouveau relégué, il remonte immédiatement en groupe A et se qualifie pour les seizièmes de finale disputés contre Montferrand en matchs aller-retour en  1977.
La même année, les juniors Reichel atteignent les demi-finales du championnat de France.
Apres deux saisons consécutives en groupe A, le club finit par redescendre en groupe B en 1979.
Mais la relève prépare des lendemains meilleurs.
Les Juniors Reichel du club sont champions de France 1980 après avoir éliminé Dax en demi-finale et battu La Voulte de Didier Camberabero en finale.
Ils remportent la même année le Challenge des Provinces, réalisant ainsi le doublé.

#### Champion de France groupe B 1981
Tyrosse devient champion de France groupe B grâce à sa victoire contre Mont de Marsan en demi-finale à Dax 26-17 puis contre Montauban 15-9 après prolongations en finale 1981.
Arrivés à Tyrosse, la moitié de la population attend les joueurs pour leur réserver un accueil triomphal.

#### Vainqueur du challenge de l’espérance 1982
En 1982, Tyrosse remporte le Challenge de l’Espérance après une victoire contre Périgueux 24-11 en finale tandis qu'en championnat, il échoue à se qualifier malgré une victoire de prestige devant le Stade toulousain.

#### Double huitième de finaliste du championnat 1985 et 1988
Tyrosse connaît une belle décennie avec deux seizièmes de finale en 1983 (contre Agen) et 1984 (contre le Stade toulousain) et deux huitièmes de finale du championnat en 1985 (contre Lourdes) et 1988 (contre Toulon).
Grâce à ses bons résultats, Tyrosse est invité à participer au challenge Yves du Manoir en 1989 mais perdra ses six matchs.

#### L’ascenseur entre le groupe A et le groupe B (1989-1995)
Ensuite, l’UST connaît des difficultés à se stabiliser dans l’élite avec trois montées et trois descentes en 7 ans.
Cette période permet toutefois l’éclosion du futur demi de mêlée international Guy Accoceberry qui partira ensuite pour Bègles afin de remplacer Bernard Laporte en 1993.
En 1990, Tyrosse termine 6e de sa poule laissant derrière lui des clubs aux moyens plus important comme Perpignan et Rumilly.
La saison suivante, il descend en groupe B après une phase de brassage mais remonte immédiatement grâce à une victoire contre Marmande en quart de finale.
Tyrosse est éliminé au tour suivant contre Rumilly 18-15 dans un match où le demi de mêlée Guy Accoceberry a été blessé sur une agression délibérée d'un joueur savoyard.
En 1992, de retour en groupe A, Tyrosse réalise un exploit historique avec un match nul sur le terrain de Grenoble et bat les alpins au retour grâce un essai de Dubois parti 10 mètres hors-jeu après un drop manqué de Garat.
Tyrosse est ensuite battu de peu par Biarritz 21-15 en seizième de finale devant plus de 10.000 spectateurs qui ovationnent longuement la sortie des Tyrossais.
La saison suivante, un match heurté contre Mont de Marsan (4 expulsés) est le prélude à la descente en groupe B.
Tyrosse remonte dès la saison suivante grâce à une victoire contre Marmande 18-0 en quart de finale comme trois ans plus tôt puis il est à nouveau relégué en groupe A2 en 1995 alors que l’élite est réduite de 32 à 20 clubs et que le rugby passe officiellement professionnel.

### Pro D2 entre 1996 et 2006
Le club des Landes joue ensuite 10 ans en Pro D2 à l’aube du rugby professionnel malgré des moyens financiers limités mais perd peu à peu ses meilleurs éléments comme le demi de mêlée et buteur Philippe Doussy pour Périgueux en 1996.
Lorsque la deuxième division passe professionnelle, il est maintenu par la LNR alors qu'il craignait d'en être exclu à cause des exigences financières.
En 2000, Hervé Labat, l'un des meilleurs buteurs du championnat de France arrive de Dax et décide de poursuivre sa carrière professionnelle en Pro D2 à Tyrosse, il aidera grandement au maintien du club.
L'UST termine alors à la troisième place de sa poule derrière Béziers et Bayonne et participe au premier championnat de France de Pro D2 la saison suivante.
Il fut néanmoins relégué de la Pro D2 en 2005-2006 et évoluera pour la première fois de son histoire en Fédérale 1 en 2006-2007.

### Tyrosse en Fédérale 1
Le 22 mai 2011, lors de la demi-finale de Nationale B à Gabarret opposant l'UST à l'Avenir valencien, Fabien Capdeville décède sur le terrain d'un arrêt cardiaque en pleine séance de tirs au but.
Lors de cette même saison, l'UST parvient en demi-finale pour la deuxième saison consécutive et possède une énorme occasion de remonter en Pro D2, si elle parvenait à battre Béziers après la courte défaite au match aller au Stade de la Méditerranée 19 à 15. Lors du match retour les équipiers de la Fougère l'emportent face à Béziers 17-13 mais laissent filer la qualification à la dernière minute sur une pénalité retournée. Au total des essais marqués sur les deux matchs (3 à 1 pour Béziers) étant donné que sur l'ensemble des deux matchs, le goal-average était nul. Les visiteurs du jour accèdent donc à la Pro D2, non sans avoir balbutié leur rugby ce jour-là, face à une grande équipe tyrossaise.
Après avoir terminé premier de sa poule lors de la saison 2013-2014, les tyrossais affrontaient l'Union sportive seynoise en 1/8 de finale. Après avoir perdu 38-29 au match aller en laissant les seynois marquer le bonus offensif, ils se retrouvèrent au pied du mur pour le match retour, étant obligés de gagner avec ce même bonus. L'exploit fut réalisé (17-3, 3 essais à 0), et la qualification en 1/4 finale face à un des prétendants à la montée l'USO Nevers, disposant d'un budget phénoménal pour un club de Fédérale 1. Les tyrossais franchirent encore cette marche (Défaite 25-15 à l'aller, victoire 30-20 au retour), et la dernière marche pour l'accès en Pro D2 face au RC Massy Essonne se présentait devant eux. Après une victoire sur le fil au match aller à Tyrosse (victoire 21-19), les landais se déplaçaient pour le match retour, celui qui leur permettrait de retrouver le niveau professionnel. Malheureusement, l'histoire se répéta, et un en-avant litigieux sifflé à la dernière action condamna les rouges et bleus, alors que l’ailier Julien Dechavanne avait fait cavalier seul sur son aile pour aplatir dans l'en-but massicois. Cet énième échec marqua la fin d'un cycle, avec l'arrêt de plusieurs cadres de l'équipe : Jonathan Krieff, Romain Friand, Ludovic Courtade, Adrien Marbot et John Rapana.

### Depuis 2022: entre Fédérale 1 et Nationale 2
En 2022, le club est promu dans le nouveau championnat de Nationale 2.
De retour en Fédérale 1, l'US Tyrosse acquiert lors de la saison 2024-2025 son accession en Nationale 2 après sa victoire en quart de finale aller-retour contre le Peyrehorade SR, avant d'être sacrée quelques semaines plus tard championne de France, avec sa victoire 28 à 25 face à l'Union Drancy Saint-Denis.

## Palmarès

### Détail du palmarès
| Compétitions nationales | Compétitions nationales disparues                                                    | Compétitions jeunes |
| - Championnat de France de 1re division groupe B : - Champion (1) : 1981. - Championnat de France de Fédérale 1 : - Champion (1) : 2025. | - Challenge de l'Espérance : - Vainqueur (1) : 1982. - Finaliste (2) : 1986 et 2009. | - Coupe Frantz Reichel : - Champion (1) : 1980. - Championnat de France Cadets Teulière A : - Champion (3) : 2013, 2017 et 2019. |

### Finales disputées
| Compétition                       | Date de la finale | Vainqueur  | Score | Finaliste    | Lieu de la finale                | Spectateurs |
| --------------------------------- | ----------------- | ---------- | ----- | ------------ | -------------------------------- | ----------- |
| Championnat de France de groupe B | 15 mai 1981       | US Tyrosse | 15-9  | US Montauban | Stade Armandie, Agen             | 6 425       |
| Challenge de l'Espérance          | 9 mai 1982        | US Tyrosse | 24-11 | CA Périgueux | Stade Georges-Darthial, Marmande |             |

## Personnalités du club

### Internationaux que le club a fourni
L'Union sportive tyrossaise a fourni de nombreux internationaux au XV de France.

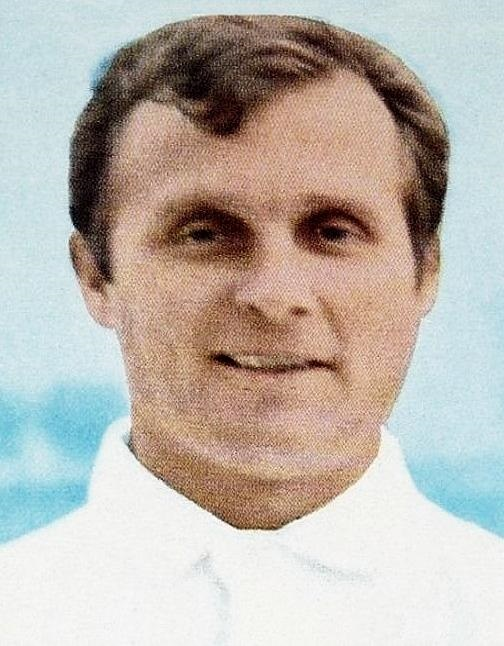
Guy Camberabero
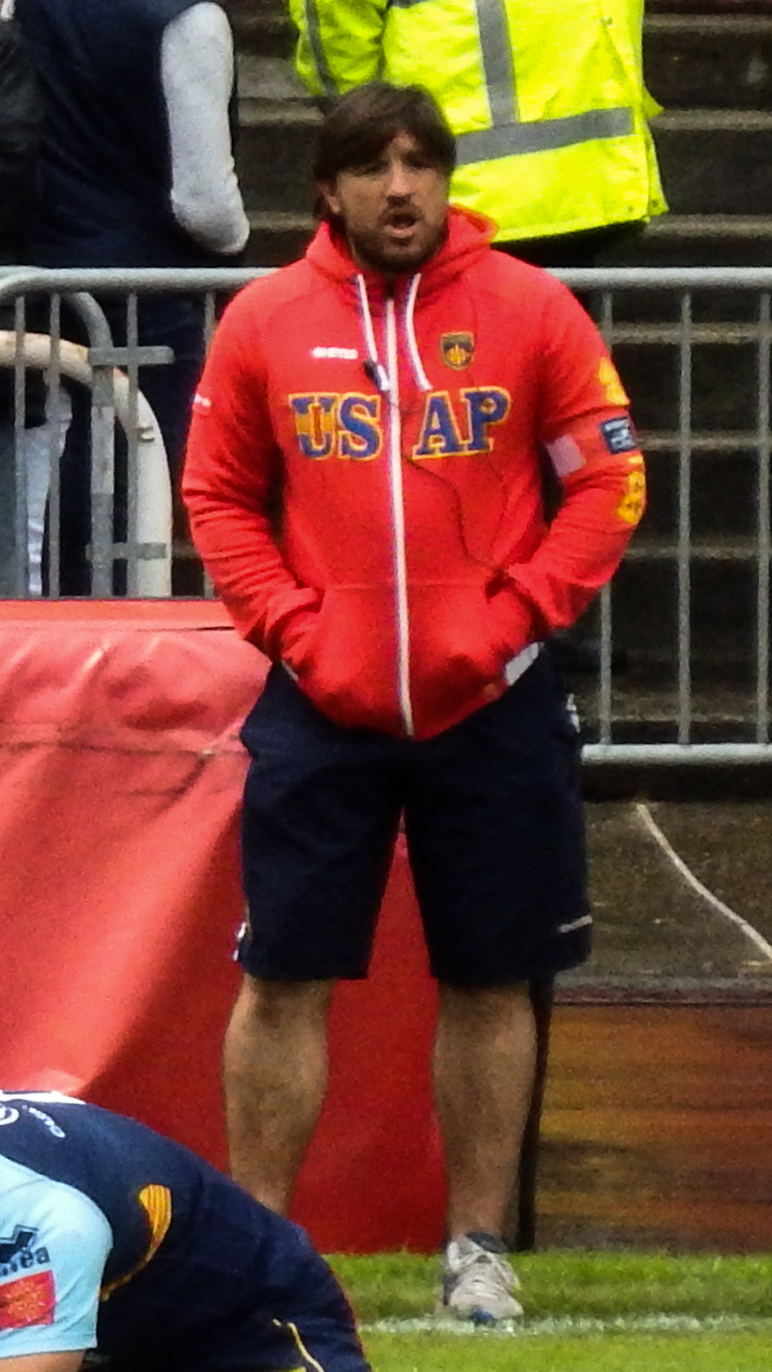
François Gelez

- Guy Accoceberry
- André Alvarez
- Lilian Camberabero[39]
- Guy Camberabero
- Pierre Daulouède
- Pierre Dizabo
- François Gelez
- Louis Junquas
- Jean-Joseph Rupert
- Christophe Milhères
- Jean-Pierre Lux
- André Dubertrand

Internationaux étrangers ayant porté le maillot du club :
- Thomas de Molder
- Thomas Vervoort
- Beñat Auzqui
- Maxime Samson
- Mathieu Visensang
- Luiz Gustavo Vieira

### Autres joueurs emblématiques
- Michel Duffranc
- Dominique Visensang
- Hervé Labat
- Pablo Uberti
- Yohann Durquet
- Vincent Claireaux

### Entraîneurs
- Alain Laclau et Alvarez
- 2001 : Peys Alvarez
- Alain Laclau et Alain Fabre
- Christian Laclau
- Gilles Barrère et Denis Liadouze
- 2009-2015 : Stéphane Cambos
- 2011-2013 : Yannick Lamour
- ?-2020 : Stéphane Cambos
- 2020-? : François Gelez
- ?-2025 : Thibaut Visensang, Philippe Péry, Paul Dubert
- 2025- : Adel Fellah, Paul Dubert[40]

### Présidents
- 1984-1986 : Pascal Vinsonneau[41]
- Michel Duffranc
- Michel Dufranc et Francis Tastet
- ?-2012 : Max Dando
- 2012-? : Christian Laclau et Robert Diriberry

## Budget
- 1999-2000 : 2,2 millions F[42]